# Maciej Łagodziński (ur. 1988)
Maciej Łagodziński (ur. 1988 w Krakowie) – polski aktor dziecięcy.

## Życiorys
W latach 2000–2006 grał role dziecięce w takich serialach jak Słoneczna włócznia, Wiedźmin i Na dobre i na złe.

## Filmografia

### Seriale
- Słoneczna włócznia (2000) – Maks
- Wiedźmin (2002) – Geralt z Rivii w młodości
- Psie serce (2002) – Tomek Kalinowski
- Na dobre i na złe (2004, 2006) – Adam Jaskólski

### Filmy
- Nieznana opowieść wigilijna (2000) – Tomek
- Wiedźmin (2001) – Geralt z Rivii w młodości
- Sukces (2003) – 8-letni Marek Późny
- Zdjęcie (2012) – Adam

### Spektakle telewizyjne
- Tajemnica zwyczajnego domu (2000) – Filip